# Country-Musik 1926
Die Liste bietet eine Übersicht über das Jahr 1926 im Genre Country-Musik.

## Top-Hits des Jahres
- The Convict and the Rose – Vernon Dalhart
- The Death Of Floyd Collins – Vernon Dalhart
- There's A New Star In Heaven To-Night – Vernon Dalhart
- Turkey In The Straw – Gid Tanner and his Skillet Lickers
- Watermelon Hangin' On The Vine – Gid Tanner and his Skillet Lickers
- The Wreck Of The Shanandoah – Vernon Dalhart
- White House Blues – Charlie Poole and the North Carolina Ramblers

## Geboren
- 02. Januar – Harold Bradley
- 12. Januar – Ray Price
- 02. November – Charlie Walker
- 21. Dezember – Freddie Hart